# Aerotec A.122
Die Aerotec A. 122 Uirapuru ist ein propellergetriebenes zweisitziges Schulflugzeug von Aerotec mit nebeneinander angeordneten Sitzen.

## Konstruktion
Die Uirapuru ist ein Ganzmetalltiefdecker mit einem Lycoming-O-320-Boxermotor. Sie ist mit einem starren Bugradfahrwerk ausgestattet und hat eine geschlossene Kabine mit Schiebedach und zwei nebeneinander angeordneten Sitzen mit Doppelsteuerung und konventionellem Leitwerk.

## Geschichte
Im Oktober 1967 bestellte die brasilianische Luftwaffe 30 Exemplare, um die veralteten Fokker S.11 und S.12 (T-21 und T-22) zu ersetzen, welche an der Luftwaffenakademie in Verwendung standen. Später wurden weitere 40 und dann noch einmal 30 bestellt. Die Uirapuru wurde bei der brasilianischen Luftwaffe als T-23 bezeichnet.
Die bolivianische Luftwaffe bestellte 1974 36 Exemplare, die bis 1997 flogen.
Im Jahr 1975 kaufte dann die paraguayische Luftwaffe acht Flugzeuge, die auch dort die Fokker S.11 ersetzten. 1986 wurden sechs Exemplare von der brasilianischen Luftwaffe geschenkt. Die meisten von ihnen wurden 1992 außer Dienst genommen und durch die Enaer T-35 Pillán ersetzt. Dreißig wurden auf dem zivilen Markt verkauft.
Auf Anregung der brasilianischen Luftwaffe wurde 1980 eine verbesserte Version mit der Bezeichnung A. 132 Uirapuru II entwickelt. Da die brasilianische Luftwaffe diese Maschine nicht bestellte, wurden nur einige für Bolivien produziert.

## Versionen
- A.122A Uirapuru – T-23, militärisches Anfängerschulflugzeug
- A.122B Uirapuru – Zivilversion[2]

- A.122C Uirapuru – T-23C
- A.132 Uirapuru II – überarbeitete Version mit verbesserter Cockpithaube und vergrößertem Leitwerk[2]

## Militärische Nutzer
- Bolivien
- Brasilien
- Paraguay

## Technische Daten
| Kenngröße             | Daten                                              |
| --------------------- | -------------------------------------------------- |
| Besatzung             | 2                                                  |
| Länge                 | 6,6 m                                              |
| Spannweite            | 8,50 m                                             |
| Höhe                  | 2,70 m                                             |
| Flügelfläche          | 13,50 m²                                           |
| Flügelstreckung       | 5,4                                                |
| Leermasse             | 540 kg                                             |
| max. Startmasse       | 840 kg                                             |
| Reisegeschwindigkeit  | 185 km/h                                           |
| Höchstgeschwindigkeit | 225 km/h                                           |
| Dienstgipfelhöhe      | 4500 m                                             |
| Reichweite            | 800 km                                             |
| Triebwerke            | 4-Zylinder-Boxermotor Lycoming O-320B2B mit 119 kW |